# Jasenice (Lešná)
Jasenice (deutsch Jassenitz) ist ein Ortsteil der Gemeinde Lešná in Tschechien. Er liegt sechs Kilometer nördlich von Valašské Meziříčí und gehört zum Okres Vsetín.

## Geographie
Jasenice befindet sich in den westlichen Ausläufern der Mährisch-Schlesischen Beskiden im Tal des Baches Jasenický potok. Nördlich erhebt sich die Petřkovická hůrka (608 m), im Nordosten die Buňavka (419 m), östlich der Na Kamenném (502 m), im Südosten der Na Brdech (422 m), westlich die Slaná voda (414 m) und im Nordwesten die Rokyty (358 m).
Nachbarorte sind Jičina und Kojetín im Norden, Straník und Hostašovice im Nordosten, Lipůvka im Osten, Obora im Südosten, Bynina, Čupka und Mštěnovice im Süden, Příluky  und Vysoká im Südwesten, Lešná im Westen sowie Perná und Petřkovice im Nordwesten.

## Geschichte
Die erste schriftliche Erwähnung des zur Herrschaft Krásno gehörigen Dorfes erfolgte 1374. Im Jahre 1406 wurde der Ort als Gessenycz, 1418 als Jesenicz und 1437 als Yessnicz bezeichnet. Im 15. Jahrhundert kam das Dorf zur Herrschaft Titschein. Aus dem Jahre 1505 ist der Ortsname Morawsky Gesenicz und von 1506 Gesenicz überliefert. 1535 wurde das Dorf Morawske Jasenicze genannt. Die erste Schule entstand 1818. Die Bewohner lebten von der Landwirtschaft oder arbeiteten im Kalkbruch. Daneben verdienten sie sich ein Zubrot durch die Korbflechterei. Des Weiteren wurde bis 1853 in den Fluren “Na Šachtách” und Na “Mušině” Eisenerz gefördert, das an die Witkowitzer Eisenwerke geliefert wurde.
Nach der Aufhebung der Patrimonialherrschaften bildete Moravská Jasenice/Mährisch Jassenitz ab 1850 eine Gemeinde in der Bezirkshauptmannschaft Valašské Meziříčí. Der heutige Ortsname Jasenice findet seit 1872 Verwendung. Seit den 1920er Jahren fanden die Korbwaren aus Jasenice auch bei den Tatra-Werken in Kopřivnice Verwendung. Nach der Aufhebung des Okres Valašské Meziříčí wurde Jasenice 1960 dem Okres Vsetín zugeordnet. 1976 erfolgte die Eingemeindung nach Lešná. 1991 wurden in Jasenice 357 Einwohner gezählt. Die alte Schule wurde 1993 zu einem Seniorenwohnsitz mit acht Wohnungen und Pflegebetreuung umgebaut. Beim Zensus von 2001 lebten in den 108 Wohnhäusern des Dorfes 382 Personen.

## Sehenswürdigkeiten
- Kapelle des hl. Cyrill und Method, errichtet 1970.
- Nischenkapelle aus dem Jahre 1891.
- steinernes Wegekreuz, geschaffen 1883.
- Naturreservat Jasenice, abgesoffener Kalksteinbruch am östlichen Ortsrand, in dem 15 m tiefen See leben u. a. Krebse.